# Arsenij Koresjtjenko
Arsenij Nikolajevitj Koresjtjenko (ryska: Арсений Николаевич Корещенко), född 18 december (gamla stilen: 6 december) 1870 i Moskva, död 6 januari 1921 i Charkov, var en rysk tonsättare. 
Koresjtjenko utbildades vid Moskvakonservatoriet och blev sedermera lärare i kontrapunkt och formlära där. Han komponerade bland annat tre operor, musik till Euripides "Trojanskorna" och "Ifigeneia i Aulis", större och smärre orkestersaker, kantaten "Don Juan", cykler av armeniska och georgiska sånger, flera häften körer samt romanser och pianostycken.